# Necesidad (canción)
«Necesidad» ("Necessidade" en su versión en portugués) es una canción pop del cantante y compositor brasileño Alexandra Pires, la cual fue escrita por Estéfano. Fue lanzada como el segundo sencillo en diciembre de 2001 por la discográfica BMG U.S. Latin para su álbum debut homónimo en la versión en español del disco y de igual forma como el sencillo principal oficial de la versión en portugués titulada É por Amor.

## Posición en listas
La canción se hizo popular en muchos países de Latinoamérica durante los primeros meses de su lanzamiento. Ejemplo en México y Brasil ocupó las máximas posiciones y subió hasta alcanzar el número 6 en su segunda semana en la tabla. 
| Top (2001-02)                  | Mejor posición |
| ------------------------------ | -------------- |
| Brazil Top 20                  | 8              |
| México Top 100                 | 78             |
| USA Billboard Hot Latin Tracks | 26             |
| Uruguay Top 40                 | 25             |